# Кутретино
Кутретино (мкд. Кутретино) је насеље у Северној Македонији, у југозападном делу државе. Кутретино припада општини Демир Хисар.

## Географија
Насеље Кутретино је смештено у југозападном делу Северне Македоније. Од најближег већег града, Битоља, насеље је удаљено 28 km северно.
Кутретино се налази у југоисточном делу области Демир Хисар. Насеље је положено у горњем делу тока Црне реке, у долинском делу. Источно од насеља издиже се планина Древеник. Надморска висина насеља је приближно 650 метара.
Клима у насељу је континентална.

## Становништво
По попису становништва из 2002. године Кутретино је имало 301 становника.
Претежно становништво у насељу су етнички Македонци (100%).
Већинска вероисповест у насељу је православље.